# Еклі (Колорадо)
Еклі (англ. Eckley) — місто (англ. town) в США, в окрузі Юма штату Колорадо. Населення — 232 особи (2020).

## Географія
Еклі розташоване за координатами 40°6′45″ пн. ш. 102°29′19″ зх. д. / 40.11250° пн. ш. 102.48861° зх. д. (40.112467, -102.488545).  За даними Бюро перепису населення США в 2010 році місто мало площу 1,23 км², уся площа — суходіл.

## Демографія
Згідно з переписом 2010 року, у місті мешкало 257 осіб у 110 домогосподарствах у складі 71 родини. Густота населення становила 208 осіб/км².  Було 132 помешкання (107/км²).
Расовий склад населення:
| - 94,2 % — білих - 0,4 % — корінних американців - 0,4 % — азіатів - 4,7 % — осіб інших рас |

До двох чи більше рас належало 0,4 %. Частка іспаномовних становила 16,0 % від усіх жителів.
За віковим діапазоном населення розподілялося таким чином: 22,6 % — особи молодші 18 років, 64,2 % — особи у віці 18—64 років, 13,2 % — особи у віці 65 років та старші. Медіана віку мешканця становила 43,1 року. На 100 осіб жіночої статі у місті припадало 90,4 чоловіків;  на 100 жінок у віці від 18 років та старших — 95,1 чоловіків також старших 18 років.
Середній дохід на одне домашнє господарство  становив 57 214 долари США (медіана — 38 375), а середній дохід на одну сім'ю — 69 550 доларів (медіана — 58 750). Медіана доходів становила 48 750 доларів для чоловіків та 28 333 долари для жінок. За межею бідності перебувало 17,3 % осіб, у тому числі 11,3 % дітей у віці до 18 років та 56,5 % осіб у віці 65 років та старших.
Цивільне працевлаштоване населення становило 124 особи. Основні галузі зайнятості: освіта, охорона здоров'я та соціальна допомога — 29,0 %, сільське господарство, лісництво, риболовля — 16,9 %, мистецтво, розваги та відпочинок — 8,9 %, виробництво — 7,3 %.